# 萬斯伯勒 (北卡羅萊納州)
萬斯伯勒（英語：Vanceboro）是一個位於美國北卡羅萊納州克雷文縣的城鎮。

## 人口
根據2020年美國人口普查的數據，萬斯伯勒的面積為4.44平方千米，皆為陸地。當地共有人口869人，而人口密度為每平方千米196人。